# Тонга на літніх Олімпійських іграх 1984
Тонга брала участь в Літніх Олімпійських іграх 1984 року в Лос-Анджелес е (США) вперше за свою історію і не завоювала жодної медалі. Збірну країни представляли 7 боксерів.

## Бокс
Спортсменів — 7
| Спортсмен      | Категорія   | 1/32 фіналу          | 1/16 фіналу                    | 1/8 фіналу                  | Чвертьфінал              | Півфінал             | Фінал                |
| Спортсмен      | Категорія   | Суперник і результат | Суперник і результат           | Суперник і результат        | Суперник і результат     | Суперник і результат | Суперник і результат |
| -------------- | ----------- | -------------------- | ------------------------------ | --------------------------- | ------------------------ | -------------------- | -------------------- |
| Лісіате Лавуло | 63,5 кг     | -                    | Джавід Аслам Поразка RCS       | Не пройшов                  | Не пройшов               | Не пройшов           | Не пройшов           |
| Сайколоні Хала | 67 кг       | -                    | Ведат Йонсой Поразка 0:5       | Не пройшов                  | Не пройшов               | Не пройшов           | Не пройшов           |
| Елоні Літу     | 71 кг       | -                    | Фабулумі Іньяма Перемога 4:1   | Ісраель Колі Поразка RSC    | Не пройшов               | Не пройшов           | Не пройшов           |
| Отосіко Хавілі | 75 кг       |                      | Арістідіс Гонсалес Поразка 1:4 | Не пройшов                  | Не пройшов               | Не пройшов           | Не пройшов           |
| Файн Сани Веа  | 81 кг       |                      | -                              | Джорджіца Донич Поразка 0:5 | Не пройшов               | Не пройшов           | Не пройшов           |
| Тевіта Тауфоу  | 91 кг       |                      | -                              | Лої Фаетеете Перемога 4:1   | Генрі Тілман Поразка RSC | Не пройшов           | Не пройшов           |
| Вільямі Пулу   | Понад 91 кг |                      |                                | -                           | Роберт Веллс Поразка КО  | Не пройшов           | Не пройшов           |